# Chaleins
Chaleins és un municipi francès, situat al departament de l'Ain i a la regió d'Alvèrnia-Roine-Alps. El 2017 tenia 1.342 habitants.